# Reinhard Hauff
Reinhard Hauff, född 23 maj 1939 i Marburg, är en tysk regissör och manusförfattare. Hauff vann Guldbjörnen vid filmfestivalen i Berlin 1986 för filmen Stammheim (1986). Under 1970-talet samarbetade han med Volker Schlöndorff.

Hauff